# Pokolj u Skeli kod Gline 29. kolovoza 1991.
Pokolj u Skeli kod Gline 29. kolovoza 1991. je bio ratni zločin kojeg su počinile velikosrpske paravojne postrojbe za vrijeme velikosrpske agresije na Hrvatsku.
U ovom ratnom zločinu velikosrpski su teroristi spalile selo Skelu kod Gline, a 10 mjesnih hrvatskih civila masakrirali.
Četnici su upali u selo pred večer. Položaji hrvatskih branitelja su se nalazili nasuprot, preko rijeke Gline, u Hrvatskom Selu. S obzirom na tu okolnost i na činjenicu da hrvatske postrojbe nisu imale prave informacije po pitanju evakuiranosti sela (vrisci žrtava u trenutku pokolja su pokazali pravo stanje), nisu mogli ništa učiniti po pitanju sprječavanja tog pokolja. Destruktivističku narav ovog zločina se vidi po tome što pored smaknuća civilnih osoba, četnici su selo spalili (uništavanje objekata), a stočni fond također fizički uklonili.
Selo je imalo hrvatsku većinu te je kao takvo bilo prepreka velikosrpskim osvajačima čija je namjera bila osvojiti i etnički očistiti taj prostor od Hrvata.
Za ovaj slučaj, Županijsko je državno odvjetništvo u Sisku podnijelo istražni zahtjev protiv više osoba zbog ratnog zločina, a osumnjičenici su predsjednik ratnog predsjedništva, predsjednik Regionalnog štaba tzv. Teritorijalne obrane za Baniju i Kordun te zapovjednik Teritorijalne obrane Glina i glavni zapovjednik svih postrojbi pobunjenih Srba na području Gline, jer su njima podčinjene postrojbe napale općinu Glina i sela nastanjena pretežito Hrvatima: Ravno Rašće, Šatornja, Maja, Skela, Svračica, Donji i Gornji Viduševac, Donji i Gornji Selkovac, Novo Selo Glinsko, Marinbrod, Desni Degoj, Gornje i Donje Jame, Ilovačak, Mala Solina, Slatina, Gračanica Šašinečka, Slatina Pokupska, Zaloj, Gornje i Donje Taborište, Joševica, Dvorišće, Gornja i Donja Bučica, Stankovac, Velika i Mala Solina, Dolnjaki, Jukinac, pri čemu nisu spriječili to što su njihove postrojbe ubijale civile i ratne zarobljenike.

## Vanjske poveznice
- Hrvatski memorijalno-dokumentacijski centar Domovinskog rata  Arhivirana inačica izvorne stranice od 16. listopada 2013. (Wayback Machine) 1991.
- Nacional[neaktivna poveznica] Predao se ključni svjedok
- Domovinski rat On Line!  Arhivirana inačica izvorne stranice od 25. siječnja 2009. (Wayback Machine) Ratni dnevnik - Topusko 1991.